# ニュース女子の沖縄リポート放送をめぐる騒動
ニュース女子の沖縄リポート放送をめぐる騒動（ニュースじょしのおきなわリポートほうそうをめぐるそうどう）では、東京メトロポリタンテレビジョンが2017年1月2日に放送した『ニュース女子』第91回で、沖縄・高江のヘリパッド建設工事に対する反対運動を行っている団体を現地取材した内容をめぐる騒動について記述する。

## 放送内容
井上和彦が、市民団体「のりこえねっと」の「往復の飛行機代相当、5万円を支援します。あとは自力でがんばってください！」と記載されたチラシを示して本土から反対運動を行う特派員を募集するために交通費を支給していると報じたり、普天間基地周辺で見つけたという茶封筒に「2万」などと書かれていることを示し、反対派は何らかの組織に雇われており日当をもらっている可能性があると報じた。また現地の状況を「機動隊が反対派に暴力を振るわれて（救護にかけつけた）救急車も反対派に止められるという事態がしばらく続いていた」「（反対派は）テロリストみたい」「韓国人はいるわ、中国人はいるわ…なんでこんな奴らがと沖縄の人は怒り心頭」「（沖縄の）大多数の人は、米軍基地に反対という声は聞かない」「ある意味沖縄県民は蚊帳の外」と報じ、反対派の過激さを示すものとしてスタッフが反対派に拘束されそうになったとするエピソードを紹介、高江から約40kmも離れた二見杉田トンネル前では「トラブルに巻き込まれる可能性がある」「ここから先は危険」とリポートした。また、「反対派が村道に車を並べて封鎖するので、救急車が時間通りに行けない、大幅に時間が遅れてしまう」という証言も報じられた。

## BPO（放送倫理・番組向上機構）による審議
放送直後から「番組が報じた事実関係が間違っている」「沖縄に対する誤解や偏見をあおる」などの多数の視聴者意見が放送倫理・番組向上機構（BPO）に寄せられ、それら指摘を受けてBPOの放送倫理検証委員会は本件の審議入りを決め、12月14日に結果が発表された。

### BPOへの申し立て
1月27日、この報道に対してのりこえねっとは「在日であるからという理由でその活動を否定的に報道することはヘイトスピーチそのものであることを、東京メトロポリタンテレビジョンは深く認識すべきです」と抗議声明を出し、共同代表の辛淑玉はBPOの放送人権委員会へ申立書を提出。記者会見では、「まったく取材を受けていない」、「歪曲」と事実に基づかない報道であったと訴えた。交通費5万円支給については、一般市民からのカンパで集まったお金であると説明した。
2月10日、BPOは放送倫理検証委員会は当番組の放送分について「審議」入り（この審議入りは番組への批判が相次いだことによる決定であり、辛の申し立てを受けたものではない）。この時点では委員長の川端和治は、捏造であるとする議論はなかったとして「審理」とはしない判断をし、「きちんと裏取りが出来ていたかどうかが問題になる」と述べている。東京メトロポリタンテレビジョン編集部は「審議入りを真摯に受けとめ、今後の審議にも誠意をもって協力する」とコメントした。
5月16日、BPOは辛淑玉の申し立てを受け、放送人権委員会において「審理」入り。

### BPOの審議結果
12月14日、BPOの放送倫理検証委員会は当放送について「重大な放送倫理違反があった」との意見を公表。下記の6点の問題を挙げたうえで、東京メトロポリタンテレビジョンは「複数の放送倫理上の問題が含まれた番組を、適正な考査を行うことなく放送した」とした。「重大な放送倫理違反」の指摘は「ほこ×たて」（フジテレビ）および「クローズアップ現代」（NHK）に次ぐ3例目。この意見はあくまでチェックの有無に対する指摘であるが、BPOが独自に消防当局や東村高江区長などの関係者に対して事実関係について聞き取りを行っており、結果として報道内容の一部を事実上否定している。

## 東京メトロポリタンテレビジョンの見解
2017年2月27日、放送局である東京メトロポリタンテレビジョンは批判を受け、同局が新たに取材したうえで数か月間かけて検証番組を制作し放送することを発表している（その後9月30日に放送、後述）。公式サイトに「番組『ニュース女子』に関する当社見解」と題し、「事実関係に捏造、虚偽があったとは認められず、放送法や放送基準に沿った制作内容だった」「適法に活動されている方々に関して誤解を生じさせる余地のある表現があったことは否めず、遺憾」と掲載している。しかしその後12月14日に示された前述のBPO放送倫理検証委員会の意見に対して、「審議が開始されて以降、社内の考査体制の見直しを含め、改善に着手している。改めて、今回の意見を真摯に受け止め、全社を挙げて再発防止に努める」とするコメントを出した。

## 「のりこえねっと」への反論

### 番組制作局の見解
番組制作局であるDHCシアターは2017年1月20日付で、本報道の妥当性を主張する見解をWEB上に公開した。

### 依田啓示の主張
番組に出演した東村「カナンファーム」経営者の依田啓示は、毎日放送から「かなり恣意的な取材」を受け、デマの発信者とされた旨を主張している。なお依田は、2016年9月に現場で反対派メンバーを殴り負傷させた傷害罪で逮捕・起訴され、罰金刑となっている。

### 琉球新報、沖縄タイムスを正す県民・国民の会の主張
沖縄市民団体「琉球新報、沖縄タイムスを正す県民・国民の会」や同会代表運営委員の我那覇真子は、放送は真実であると主張し、言論弾圧、沖縄を分断させる反日工作活動とも主張している。

## 検証番組

### DHCシアター
『ニュース女子』第101回として、新たに2度沖縄を訪れ再取材して作成した、DHCシアターによる検証番組「ニュース女子 特別編 マスコミが報道しない沖縄続編」が3月13日にYoutubeのDHCシアター公式アカウントにて配信され、同月17日に制作局で放送された。なお、この回は地上波番販ネット局では臨時非ネットの扱いとなったが、BSデジタルでの番販ネット局FOXスポーツ&エンターテイメントでは同月31日に遅れネットされた。番組では、司会を務める東京新聞論説委員の長谷川幸洋が、何が問題だったのかを以下の6項目に分けて検証している。同番組により、「自身の名誉を毀損された」とし、BPOに審議申立てをした辛に出演のオファーをしたが、海外にいたため出演ができなかった。

### 東京メトロポリタンテレビジョン
沖縄県の米軍ヘリコプター着陸帯建設の反対運動を取り上げた1月放送の『ニュース女子』に対して批判が出ている問題で、東京メトロポリタンテレビジョンの放送番組審議会は再取材した番組の放送を求めており、同局は2月27日に検証番組制作発表をしていたがその後9月30日に、同局が約半年かけて独自に現地取材を行い編集した報道特別番組「沖縄からのメッセージ -基地・ウチナンチュの想い-」を放送した。特別番組では、「新しい基地を欲しいと誰も要求したわけではない」など複数の声が紹介されたり、基地問題の背景として沖縄戦や米軍統治などの沖縄の歴史があると指摘、また基地存続について賛成派・反対派双方への取材、問題解決の困難さなどがリポートされた（『ニュース女子』は外部の制作会社DHCシアターによる持ち込み番組であったが、本番組は東京メトロポリタンテレビジョンによる自社制作）。
この特別番組について砂川浩慶立教大学教授（メディア論）は、「番組は『ニュース女子』で報じた内容を否定している面も感じられ、事実上の「訂正放送」だったと言える。ただ、本来は東京メトロポリタンテレビジョンの幹部らが出演するなどして、報じた内容を一つ一つ取り上げる番組が望ましかった」と述べている。

## 反響
ミヤギテレビ（日本テレビ系列）は、内容が一方的であると問題視して放送を見送っている。
沖縄タイムスは1月12日の社説で「民主主義の根幹を揺るがす危険な動き」と報じている。琉球新報は同月13日に社説で「沖縄に対する許し難い誹謗中傷」と報じている。
朝日新聞は1月18日、番組は「公平な立場で伝えるという大前提が守られていない」「最初から反対派敵視」の内容であったと識者の見解を紹介している。また、1月28日の社説では「根拠のない誹謗中傷」であるとし、「対立をあおり、人々の間に分断をもたらす」報道は、「厳しく批判されなければならない」と批判している。
安田浩一と津田大介は1月19日までに、この放送に抗議するとして、コメンテーターを依頼されていた東京メトロポリタンテレビジョン『モーニングCROSS』への出演を辞退しており、『モーニングCROSS』の報道姿勢には敬意を示しつつ『ニュース女子』の放送内容を「取材がずさんで、あまりにひどい」と批判し、安田は「ニュース女子はデマと悪意に満ちていた。何らかの検証をテレビ局自身がやらないといけない」、津田は「永遠に出演しないわけじゃないが、局による検証が必要だ」と述べた。
神奈川新聞は1月26日、当番組報道をデマや偏見に基づいた「沖縄や在日コリアンに対する差別を助長する内容になって」いると報じ、「（番組の内容は）完全な嘘。反対派が暴力を振るっているとのデマも流されたが、実際は機動隊により反対派が暴力を受けている」とのりこえねっとの「市民特派員」に応じ反対運動に参加した都民の声を紹介している。また、番組制作会社のDHCシアターおよび親会社DHCの会長は同社ホームページ上で「在日コリアンに対する差別意識をむき出し」にし、「会長メッセージ」として（在日に対する）排斥を煽る「妄言を書き連ね」ているとし、（DHCは東京メトロポリタンテレビジョンの最大のスポンサーであり）差別は意図してなされたと報じている。
東京新聞は2月2日、論説主幹深田実名義で「事実に基づかない論評が含まれている」と評した上で「他メディアで起きたことではあっても責任と反省を深く感じています。とりわけ副主幹が出演していたことについては重く受け止め、対処します」と謝罪した。これに対し、名指しされた長谷川幸洋は「ニュース女子と東京新聞は全く関係ない。なぜ深く反省するのか」「番組で取り上げた議論と東京新聞の報道姿勢は違うし、私自身も（同紙の主張と）違う。でも（主張の）違いを理由に私を処分するのは言論の自由に対する侵害」「意見が違うことで排除したら北朝鮮と一緒」と反論している。
服部孝章立教大学名誉教授（メディア法）は、この東京新聞の謝罪について「議論の分かれるテーマについて、取材を尽くさずに一方の主張だけを取り上げるような番組内容には問題があり、長谷川氏も非難を免れない。一方、東京新聞は『事実に基づかない論評が含まれる』と番組を批判するならば、どこが事実に反するのかを明らかにすべきだった。中途半端な謝罪で、かえって読者の信頼を損ねたのではないか」と述べ、「何がいけなかったのか書くべきなのに、本人の釈明もない。謝っただけでは検証になっていない」、「司会として事実をゆがめた内容に異を唱えなかった点は批判すべきだが、社論と違う点を問題にすべきではない」と指摘している。また岡田憲治専修大教授（政治学）は、「長谷川さんが申し訳なかったと自己批判しているか、そうでないかで記事の『対処』の意味合いが変わる。本人が仮に悪くないと考えているなら、堂々と紙面で議論したらよい。東京新聞も長谷川さんも筋を通すべきだ」と述べている。
産経新聞論説委員兼政治部編集委員の阿比留瑠比は、東京新聞が2日に掲載した記事について「閉じた言論空間に戦慄を覚えた」と主張している。
番組にも出演している武田邦彦は、東京新聞の論説主幹による謝罪は、東京新聞の所属者が司会をやっているにすぎない番組にて他の人が発言したことについて東京新聞が反省するとした誰がみても変な論理であると述べている。また番組に対する批判については、番組はありのまま事実を伝えるメディアであるとした上で、既存のメディアで今まである意味では虚偽を述べてきたところから予想通りの攻撃が行われているとしている。
魚住昭は、この放送の問題は沖縄米軍基地に反対する人達へのヘイトであり、論説主幹が反省を紙面で表明したのは良いが、番組のどこが問題だったのか、東京新聞はどう考えているのか、もっときちんと読者に示すべきと述べ、一番の問題は事実に基づかない放送をやっておいてその番組に関わった人が誰も反省していないこととし、東京新聞の論説主幹反省表明や番組内容を批判したり長谷川副主幹の関与を疑問視する識者の記事も掲載された対応は評価しているがまだ足りず、メディア間での検証はとても大事であり、メディアに対する信頼性の問題であると述べており、また、ニュース女子問題も森友学園問題もヘイトスピーチもトランプ大統領の誕生も根っこが共通しており、差別排外主義や歴史修正主義といった同じ根っこの問題が表出していると述べている。
山口二郎、香山リカ、西谷修らは2月9日、「沖縄への偏見をあおる放送を許さない市民有志」として長谷川の謝罪および謝罪しない場合の論説副主幹からの解任を求める申し入れ書を東京新聞に提出した。
水島宏明は、取材は公平な立場からなされる必要があるが、本報道は「外国人が基地反対派を雇っている」など陰謀論に支配されており問題が多いとした上で、確認されていない伝聞情報は報道しないというルールを順守すべきと述べている。
八幡和郎は、多くのマスメディアが報道していない角度から基地反対運動の実情を捉えたという面はあるとした上で、当事者に取材を行うのは当然で、（そうした当事者取材を欠いた点など）事実関係確認に甘い点があったことから問題となったのではないかとしている。
杉田水脈は、しんぶん赤旗が1月20日にニュース女子の批判記事を掲載したことについて、「赤旗は『極左論客ばかりを起用』し、その論客がニュース女子で報道した真実に『「デマ」というレッテル貼りをし、デモなどで圧力をかける。いつもの左翼活動家の手法』である」と主張している。また、「アパホテルやニュース女子に対する攻撃をやってる人たち」も、森友学園に絡む問題の背後に存在する在日団体や部落解放同盟も、「アイヌ民族、同和部落、在日韓国人・朝鮮人、琉球民族」の「マイノリティ差別を利用した被害者ビジネスを国内で実施している人たち」も、沖縄の反基地闘争をやってる人も、「慰安婦問題などの反日プロパガンダを世界で広げる人たち」も、やってる人は同じですべてつながっていると主張している。
2月20日の衆院予算委員会で、民進党の本村賢太郎衆院議員は「政権に厳しい放送に対しては厳しい姿勢で臨み、政府と同じ方向である（ニュース女子のような）番組は守るようなイメージを与えかねない」「番組は（編集の際の政治的公平などを求めた）放送法4条に抵触するか」と質問、これに対し高市早苗総務相は検証中という旨を答えている。
ジャーナリストの木村太郎は、この放送を批判し、「番組を制作会社に任せ、考査して放送した放送局の責任が最も大きい。放送の公正さを求めた放送法の下で許されるのか。同じマスコミとして追求していい。メディアの問題だけでなく、いろいろな意味で民主主義を考える事例になるのではないか」とし、また、ニュースのバラエティー化が加速しているのがニュース女子であるとして「テレビがジャーナリズムから遠ざかっている気がする」と述べている。
吉田俊実東京工科大学教授（文化研究・英文学）は、この放送について事実が軽視されているというよりも自らに都合のいいことをどんどん主張してくるという現象であるとし、「オルタナティブ・ファクトやポスト真実と言われる現象の1つ」と述べている。
BPOの裁定後、東京メトロポリタンテレビジョン側からDHCテレビ（旧：DHCシアター）に対し、番組の制作に関与したいと申し入れて交渉していたが、DHCテレビ（旧：DHCシアター）が拒否をしたため、2018年3月をもって、東京メトロポリタンテレビジョンでの放送は終了した。

## 番組関係者に対する「のりこえねっと」共同代表の提訴
「のりこえねっと」共同代表の辛淑玉は2018年7月31日、番組内容が名誉棄損に当たるとして、DHCテレビジョンと長谷川幸洋を東京地裁に提訴した。DHC側は「報道内容は事実」として全面的に争う姿勢を見せ、長谷川も辛を反訴した。
2021年9月1日、名誉毀損の事実が認定され、DHCテレビに対し550万円の賠償と、ウェブサイトへの謝罪声明掲示が命じられた。長谷川に対する請求は制作者・編集者ではないとして棄却。2021年10月中旬現在、声明文は掲出されていない。
判決文では
原告が暴力や犯罪行為がされることを認容しているとの事実や，経済的支援をするなどして暴力行為が伴うような反対運動を煽っているとの事実を認めることは困難であり，その他本件全証拠を総合しても，上記各事実を認めるに足りない。上記認定事実によれば，Ｂが金員を支給して高江に特派員を派遣しているのは、あくまで高江のヘリパッド建設現場における反対運動の現状を発信してもらうことに主たる目的があるものと認められるうえ，これまでに派遣した特派員の人数は１６人にとどまっており，実際に特派員により行われた活動についてみても，特派員の報告（丙７）の中にヘリパッド建設工事の関係者や沖縄防衛局職員らに暴力を振るった旨の記載はないことからしても，上記特派員の派遣及び交通費の支給が反対運動を煽る目的でされたものとは認め難い。また，Ｂや原告が上記特派員以外の反対運動の参加者に対して現金を支給したことを認めるに足りる証拠はなく，本件番組１で採り上げている普天間基地の周辺で発見されたとする「２万円」と書かれた封筒についても，当該現金がＢや原告から反対運動の参加者に支給されたことを支える根拠は示されておらず，原告との関連は全く不明であり，原告から反対運動の参加者に支給されたかのような印象付付けをしているにすぎない。
と番組内容を全面的に事実ではないとしている。
また辛は地裁判決後の記者会見において、長谷川への損害賠償や、ウェブサイトからの番組動画削除の請求が棄却されたことを理由として、近く控訴する方針であると語った
2022年6月3日、東京高裁は、DHCに550万円の支払いと謝罪文のネット掲載を命じた1審の東京地裁の判決を支持し、双方の控訴を棄却した。長谷川幸洋への賠償請求、長谷川からの反訴双方について、地裁に続いて認めなかった。
DHC側は上告したが、最高裁は2023年4月26日付けで上告を棄却する決定を下し、DHCに対して550万円の賠償金支払いとウェブサイトへの謝罪文掲載を命じた判決が確定した。